# 山下達郎の作品一覧
山下達郎の作品一覧（やましたたつろうのさくひんいちらん）は、日本のミュージシャン、山下達郎の作品の一覧。

## ディスコグラフィ

### シングル
| #                          | タイトル                                    | 発売日                  | 規格                    | 品番                                              | 最高位                  |
| NIAGARA （1975-1976年）    | NIAGARA （1975-1976年）                     | NIAGARA （1975-1976年） | NIAGARA （1975-1976年） | NIAGARA （1975-1976年）                           | NIAGARA （1975-1976年） |
| -------------------------- | ------------------------------------------- | ----------------------- | ----------------------- | ------------------------------------------------- | ----------------------- |
| 1                          | DOWN TOWN / SUGAR BABE                      | 1975年04月25日          | 7inch                   | NAS-001                                           |                         |
| 2                          | 幸せにさよなら / ナイアガラ・トライアングル | 1976年04月01日          | 7inch                   | LX-2-E                                            |                         |
| RCA ⁄ AIR （1976-1982年）  |                                             |                         |                         |                                                   |                         |
| 3                          | LET'S DANCE BABY                            | 1979年01月25日          | 7inch                   | RVS-543                                           |                         |
| 4                          | 愛を描いて -LET'S KISS THE SUN-             | 1979年04月05日          | 7inch                   | RVS-548                                           |                         |
| 5                          | 永遠のFULL MOON                             | 1979年10月21日          | 7inch                   | AIR-501                                           |                         |
| 6                          | RIDE ON TIME                                | 1980年05月01日          | 7inch                   | AIR-503                                           | 003位                   |
| 7                          | MY SUGAR BABE                               | 1980年10月21日          | 7inch                   | RAS-501                                           | 090位                   |
| 8                          | DOWN TOWN / SUGAR BABE                      | 1982年04月01日          | 7inch                   | 07SH 1166                                         |                         |
| 9                          | あまく危険な香り                            | 1982年04月05日          | 7inch                   | RAS-508                                           | 012位                   |
| MOON ⁄ WARNER （1983年- ） |                                             |                         |                         |                                                   |                         |
| 10                         | 高気圧ガール                                | 1983年04月23日          | 7inch                   | MOON-706                                          | 017位                   |
| 11                         | スプリンクラー                              | 1983年09月28日          | 7inch                   | MOON-710                                          | 034位                   |
| 12                         | クリスマス・イブ                            | 1983年12月14日          | 12inch                  | MOON-13001                                        | 001位                   |
| 13                         | THE THEME FROM BIG WAVE                     | 1984年05月25日          | 7inch                   | MOON-713                                          | 023位                   |
| 14                         | 風の回廊                                    | 1985年03月25日          | 7inch                   | MOON-719                                          | 012位                   |
| 15                         | 土曜日の恋人                                | 1985年11月10日          | 7inch                   | MOON-721                                          | 022位                   |
| 16                         | 踊ろよ、フィッシュ                          | 1987年05月10日          | 7inch                   | MOON-740                                          | 019位                   |
| 17                         | GET BACK IN LOVE                            | 1988年04月25日          | 7inch                   | MOON-761                                          | 006位                   |
| 17                         | GET BACK IN LOVE                            | 1988年04月25日          | SCD                     | 10SD-3                                            | 006位                   |
| 18                         | 新・東京ラプソディー                        | 1989年03月10日          | 7inch                   | MOON-774                                          | 076位                   |
| 18                         | 新・東京ラプソディー                        | 1989年03月10日          | SCD                     | 10SD-22                                           | 076位                   |
| 19                         | おやすみロージー -Angel Babyへのオマージュ- | 1989年09月25日          | 7inch                   | MOON-780                                          | 022位                   |
| 19                         | おやすみロージー -Angel Babyへのオマージュ- | 1989年09月25日          | SCD                     | 10SD-36                                           | 022位                   |
| 20                         | Endless Game                                | 1990年04月25日          | SCD                     | AMDM-6009                                         | 005位                   |
| 20                         | Endless Game                                | 1990年05月25日          | CT                      | AMSM-6009                                         | 005位                   |
| 21                         | さよなら夏の日                              | 1991年05月10日          | SCD                     | AMDM-6034                                         | 012位                   |
| 21                         | さよなら夏の日                              | 1991年05月10日          | CT                      | AMSM-6034                                         | 012位                   |
| 22                         | ターナーの汽罐車 -Turner's Steamroller-     | 1991年08月25日          | SCD                     | AMDM-6040                                         | 030位                   |
| 22                         | ターナーの汽罐車 -Turner's Steamroller-     | 1991年08月25日          | CT                      | AMSM-6040                                         | 030位                   |
| 23                         | アトムの子                                  | 1992年02月25日          | SCD                     | AMDM-6050                                         | 018位                   |
| 24                         | MAGIC TOUCH                                 | 1993年06月08日          | SCD                     | AMDM-6090                                         | 017位                   |
| 25                         | ジャングル・スウィング                      | 1993年10月25日          | SCD                     | AMDM-6098                                         | 022位                   |
| 26                         | パレード                                    | 1994年01月25日          | SCD                     | AMDM-6103                                         | 029位                   |
| 27                         | 世界の果てまで                              | 1995年11月01日          | SCD                     | AMDM-6145                                         | 024位                   |
| 28                         | 愛の灯〜STAND IN THE LIGHT                  | 1996年02月10日          | SCD                     | AMDM-6160                                         | 023位                   |
| 29                         | DREAMING GIRL                               | 1996年05月01日          | SCD                     | AMDM-6165                                         | 025位                   |
| 30                         | ヘロン                                      | 1998年01月28日          | SCD                     | WPDV-7130                                         | 010位                   |
| 31                         | いつか晴れた日に                            | 1998年04月29日          | SCD                     | WPDV-7150                                         | 015位                   |
| 32                         | アトムの子                                  | 1999年07月14日          | SCD                     | WPDV-10020                                        | 088位                   |
| 33                         | LOVE CAN GO THE DISTANCE                    | 1999年11月10日          | CD                      | WPCV-10060（初回生産限定盤）                      | 018位                   |
| 34                         | JUVENILEのテーマ〜瞳の中のRAINBOW〜         | 2000年07月12日          | CD                      | WPCV-10033                                        | 020位                   |
| 35                         | 君の声に恋してる                            | 2001年06月27日          | CD                      | WPCV-10035（初回生産限定盤）                      | 015位                   |
| 36                         | LOVELAND, ISLAND                            | 2002年01月23日          | CD                      | BVCR-19907                                        | 026位                   |
| 37                         | RIDE ON TIME                                | 2003年02月19日          | CD                      | BVCR-19604                                        | 013位                   |
| 38                         | 2000トンの雨/フェニックス                   | 2003年06月11日          | CD                      | WPCL-70003                                        | 016位                   |
| 39                         | 忘れないで                                  | 2004年08月04日          | CD                      | WPCL-70017                                        | 014位                   |
| 40                         | FOREVER MINE/MIDAS TOUCH                    | 2005年01月19日          | CD                      | WPCL-10152                                        | 008位                   |
| 41                         | 太陽のえくぼ                                | 2005年04月27日          | CD                      | WPCL-10187（初回生産限定盤）                      | 029位                   |
| 42                         | 白いアンブレラ/ラッキー・ガールに花束を     | 2005年10月26日          | CD                      | WPCL-10242                                        | 049位                   |
| 43                         | ずっと一緒さ                                | 2008年03月12日          | CD                      | WPCL-10463                                        | 003位                   |
| 44                         | 僕らの夏の夢/ミューズ                       | 2009年08月19日          | CD                      | WPCL-10741                                        | 008位                   |
| 45                         | 希望という名の光                            | 2010年04月14日          | CD                      | WPCL-10776                                        | 009位                   |
| 46                         | 街物語 (まちものがたり)                     | 2010年06月02日          | CD                      | WPCL-10788                                        | 013位                   |
| 47                         | 愛してるって言えなくたって                  | 2011年03月09日          | CD                      | WPCL-10930                                        | 015位                   |
| 48                         | 光と君へのレクイエム                        | 2013年10月09日          | CD                      | WPCL-11607                                        | 010位                   |
| -                          | Let It Be Me / 山下達郎&竹内まりや          | 2016年04月20日          | 配信限定                | WPDH-10384                                        |                         |
| 49                         | CHEER UP! THE SUMMER                        | 2016年09月14日          | CD                      | WPCL-12426                                        | 008位                   |
| 50                         | REBORN                                      | 2017年09月13日          | CD                      | WPCL-12715                                        | 006位                   |
| 51                         | ミライのテーマ/うたのきしゃ                 | 2018年07月11日          | CD                      | - WPCL-12892（初回限定盤） - WPCL-12893（通常盤） | 012位                   |
| 52                         | RECIPE (レシピ)                             | 2019年11月27日          | CD                      | WPCL-13149                                        | 009位                   |
| 53                         | Sync Of Summer                              | 2023年07月26日          | CD                      | WPCL-13499                                        | 005位                   |

### アルバム
| #                                           | タイトル                                                                            | 発売日                  | 最高位                                                                                                   | 備考 |
| NIAGARA （1975-1976年）                     | NIAGARA （1975-1976年）                                                             | NIAGARA （1975-1976年） | NIAGARA （1975-1976年）                                                                                  | NIAGARA （1975-1976年） |
| ------------------------------------------- | ----------------------------------------------------------------------------------- | ----------------------- | --- | --- |
|                                             | SONGS / SUGAR BABE                                                                  | 1975年04月25日          | | |
|                                             | NIAGARA TRIANGLE Vol.1 / ナイアガラ・トライアングル（山下達郎、伊藤銀次、大瀧詠一） | 1976年03月25日          | 029位 | |
|                                             | TATSURO YAMASHITA FROM NIAGARA                                                      | 1980年07月10日          | 064位 | ナイアガラ・レーベル時代の作品を集めたコンピレーション・アルバム。後にナイアガラ公認カタログとして正式リリース。 |
| TATSURO FROM NIAGARA                        | 2009年03月21日                                                                      |                         | | ナイアガラ・レーベル時代の作品を集めたコンピレーション・アルバム。後にナイアガラ公認カタログとして正式リリース。 |
| RCA ⁄ AIR （1976-1982年）                   |                                                                                     |                         | | |
| 1                                           | CIRCUS TOWN                                                                         | 1976年12月25日          | 050位 | |
| 2                                           | SPACY                                                                               | 1977年05月25日          | 059位 | |
|                                             | IT'S A POPPIN' TIME                                                                 | 1978年05月25日          | | 六本木PIT INNで収録された2枚組ライブ・アルバム。 |
| 3                                           | GO AHEAD!                                                                           | 1978年12月20日          | 075位 | |
| 4                                           | MOONGLOW                                                                            | 1979年10月21日          | 020位 | |
|                                             | COME ALONG                                                                          | 1980年03月21日          | 009位 | 当初はカセットのみでの発売。2002年に公認盤としてCD化（非売品）。 |
| 2017年08月02日                              | COME ALONG                                                                          | 011位                   | 2017年、あらためて山下がマスタリングに関わり、最新リマスタリング盤として『COME ALONG 2』とともに再発売。 | |
| 5                                           | RIDE ON TIME                                                                        | 1980年09月21日          | 001位 | |
|                                             | ON THE STREET CORNER                                                                | 1980年12月05日          | 013位 | 初の全曲一人多声録音アカペラ・アルバム。アナログ盤は限定10万枚。 |
| ON THE STREET CORNER 1 ('86 VERSION)        | 1986年10月25日                                                                      | 005位                   | リミックス・リマスター盤。2000年に再々発。                                                               | |
| 6                                           | FOR YOU                                                                             | 1982年01月21日          | 001位 | |
|                                             | GREATEST HITS! OF TATSURO YAMASHITA                                                 | 1982年07月21日          | 002位 | 本人監修による公認ベスト・アルバム。 |
|                                             | COME ALONG 2                                                                        | 1984年03月05日          | 008位 | 「COME ALONG」シリーズ第2弾。 |
| 2017年08月02日                              | COME ALONG 2                                                                        | 010位                   | 2017年、あらためて山下がマスタリングに関わり、最新リマスタリング盤として『COME ALONG』とともに再発売。   | |
|                                             | THE RCA/AIR YEARS LP BOX 1976-1982                                                  | 2002年02月20日          | | RCA⁄AIRレーベル時代のアルバムにボーナス・ディスクを加えた9枚組アナログ盤ボックス・セット。 |
| MOON ⁄ WARNER （1983年- ）                  |                                                                                     |                         | | |
| 7                                           | MELODIES                                                                            | 1983年06月08日          | 001位 | |
| 7                                           | MELODIES 30th Anniversary Edition                                                   | 2013年08月28日          | 006位 | 30周年記念リマスター・リイシュー盤。同年11月20日に2枚組アナログ盤発売。 |
|                                             | BIG WAVE                                                                            | 1984年06月20日          | 002位 | 映画のための書き下ろしを含む自身のオリジナル曲とザ・ビーチ・ボーイズなどのカヴァーで構成された、サーフィンを題材としたウォルター・マルコネリー監督のドキュメンタリー映画『ビッグ・ウェイブ』のサウンドトラック。     |
| BIG WAVE 30th Anniversary Edition           | 2014年07月23日                                                                      | 003位                   | 30周年記念リマスター・リイシュー盤。同年8月20日に2枚組アナログ盤発売。                                   | |
| 8                                           | POCKET MUSIC                                                                        | 1986年04月23日          | 001位 | |
| 8                                           | POCKET MUSIC ('91 REMIX)                                                            | 1991年11月10日          | | ボーナス・トラック1曲付リミックス・リマスター盤。 |
| 8                                           | POCKET MUSIC (2020 Remaster)                                                        | 2020年11月25日          | 009位 | リマスター・リイシュー盤。2枚組アナログ盤同時発売。 |
|                                             | ON THE STREET CORNER 2                                                              | 1986年12月10日          | 003位 | アカペラ・アルバム第2弾。2000年に再発。 |
| 9                                           | 僕の中の少年                                                                        | 1988年10月19日          | 001位 | |
| 9                                           | 僕の中の少年 (2020 Remaster)                                                        | 2020年11月25日          | 008位 | リマスター・リイシュー盤。2枚組アナログ盤同時発売。 |
|                                             | JOY –TATSURO YAMASHITA LIVE–                                                        | 1989年11月01日          | 003位 | 80年代のツアーを収録したライブ・アルバム。 |
| 10                                          | ARTISAN                                                                             | 1991年06月18日          | 001位 | |
| 10                                          | ARTISAN -30th Anniversary Edition-                                                  | 2021年08月18日          | 003位 | 30周年記念リマスター・リイシュー盤。アナログ盤同時発売。 |
|                                             | SEASON'S GREETINGS                                                                  | 1993年11月18日          | 004位 | クリスマス・ソングとアメリカン・スタンダード・ナンバーを、一人アカペラとフル・オーケストラの二つのアレンジで歌った楽曲の他、自身のオリジナル「クリスマス・イブ」のイングリッシュ・ヴァージョンを加えた企画アルバム。 |
| SEASON'S GREETINGS 20th Anniversary Edition | 2013年08月28日                                                                      | 011位                   | 20周年記念リマスター・リイシュー盤。同年11月20日にアナログ盤発売。                                       | |
|                                             | TREASURES                                                                           | 1995年11月13日          | 001位 | ムーン・レーベル時代の作品を収録した本人監修の公認ベスト・アルバム。 |
| 11                                          | COZY                                                                                | 1998年08月26日          | 001位 | |
|                                             | ON THE STREET CORNER 3                                                              | 1999年11月25日          | 004位 | アカペラ・アルバム第3弾。 |
|                                             | RARITIES                                                                            | 2002年10月30日          | 001位 | アルバム未収録のシングル曲や未発表音源をまとめたアルバム。 |
| 12                                          | SONORITE                                                                            | 2005年09月14日          | 002位 | |
| 13                                          | Ray Of Hope                                                                         | 2011年08月10日          | 001位 | 初回限定盤に、シングルのカップリング曲として発表されたライブ音源を集めた『Joy1.5』付。 |
|                                             | OPUS 〜ALL TIME BEST 1975-2012〜                                                    | 2012年09月26日          | 001位 | レーベルを超えて選曲された初のオールタイム・ベスト。初回限定盤は山下以外のシンガーに提供した作品のデモ・ヴォーカル曲を含む{Bonus Disc}付き。                                                                         |
|                                             | COME ALONG 3                                                                        | 2017年08月02日          | 004位 | 「COME ALONG」シリーズ第3弾。 |
| 14                                          | SOFTLY                                                                              | 2022年06月22日          | 001位 | 初回限定盤には、『サンデー・ソングブック』の放送1500回記念アコースティック・ライヴからのライヴ音源を7曲収録。 |

### ファンクラブ通販CD
オフィシャル・ファンクラブによる企画CD。一般販売されていないが、会員でなくても公式サイトから購入可能。
| # | タイトル                              | 発売年月  | 規格 | 品番     | 概要                                                                        |
| - | ------------------------------------- | --------- | ---- | -------- | --------------------------------------------------------------------------- |
| 1 | ADD SOME MUSIC TO YOUR DAY            | 1992年    | CD   | WCD-8001 | 1972年、19歳の時に友人たちと作った自主制作アルバム。                        |
| 2 | 山下達郎CM全集 Vol.1 (Second Edition) | 1996年4月 | CD   | WCD-8002 | 過去に手がけた中から選曲されたCM作品集。                                    |
| 3 | 山下達郎CM全集 Vol.2                  | 2001年2月 | CD   | WCD-8003 | 『Vol.1』に収録し切れなかった初期の作品から、90年代の作品まで収録した続編。 |
| 4 | THE WORKS OF TATSURO YAMASHITA Vol.1  | 2004年4月 | CD   | WCD-8004 | 作家として他アーティストに提供した作品を集めたコンピレーション・アルバム。  |

### 映像作品
1. TATS YAMASHITA PRESENTS CHRISTMAS IN NEW YORK – MMG VHS:AMVM-8007（1991年11月10日）、LD:AMLM-8007（1992年11月10日）

### 参加作品
1. PACIFIC （1978年5月1日）– CBS/SONY LP:25AH-426 ※酒井政利プロデュースによるインストゥルメンタル・アルバム。
  - ノスタルジア・オブ・アイランド（PART I:バード・ウインド、PART II:ウォーキング・オン・ザ・ビーチ）（作曲、編曲：山下達郎）
  - キスカ（作曲、編曲：山下達郎）
2. 限りなく透明に近いブルー オリジナル・サウンドトラック （1978年）– KITTY LP:MKF-1044
  - GROOVIN' (WORDS & MUSIC BY F.CAVALIERE & E.BRIGATI, ARRANGED BY KATZ HOSHI) ※Vocal参加
3. 佐橋佳幸『佐橋佳幸の仕事(1983-2015) 〜Time Passes On〜』（2015年11月13日） –  GT music ⁄ SMDR 3Blu-spec CD2+ブックレット:MHC7-30038
  - 佐橋が音楽活動の中で関わった楽曲を収録したコンピレーション・アルバム。山下自身がオリジナル・マルチ・テープからリミックスを行なった「氷のマニキュア (2015 REMIX)」を収録[12]。

### 非公認アルバム
| #   | タイトル                          | 作詞          | 作曲          | SIDE A / B |
| --- | --------------------------------- | ------------- | ------------- | ---------- |
| 1.  | 「CIRCUS TOWN」                   | 吉田美奈子    | 山下達郎      | A-1        |
| 2.  | 「素敵な午後は」                  | 吉田美奈子    | 山下達郎      | A-2        |
| 3.  | 「ペイパー・ドール」(PAPER DOLL)  | 山下達郎      | 山下達郎      | A-3        |
| 4.  | 「夜の翼」(NIGHTWING)             | 山下達郎      | 山下達郎      | A-4        |
| 5.  | 「永遠のFULL MOON」               | 吉田美奈子    | 山下達郎      | A-5        |
| 6.  | 「LOVE SPACE」                    | 吉田美奈子    | 山下達郎      | A-6        |
| 7.  | 「RAINY WALK」                    | 吉田美奈子    | 山下達郎      | B-1        |
| 8.  | 「MARIE」                         | 山下達郎      | 山下達郎      | B-2        |
| 9.  | 「ついておいで」(FOLLOW ME ALONG) | 吉田美奈子    | 山下達郎      | B-3        |
| 10. | 「2000トンの雨」(2000t of RAIN)   | 山下達郎      | 山下達郎      | B-4        |
| 11. | 「LOVE CELEBRATION」              | JAMES RAGAN   | 山下達郎      | B-5        |
| 12. | 「THIS COULD BE THE NIGHT」       | HARRY NILSSON | HARRY NILSSON | B-6        |

| #   | タイトル                        | 作詞          | 作曲       | SIDE A / B |
| --- | ------------------------------- | ------------- | ---------- | ---------- |
| 1.  | 「OVERTURE」                    |               | 山下達郎   | A-1        |
| 2.  | 「MINNIE」                      | 山下達郎      | 山下達郎   | A-2        |
| 3.  | 「潮騒」(THE WHISPERING SEA)    | 吉田美奈子    | 山下達郎   | A-3        |
| 4.  | 「STORM」                       | 吉田美奈子    | 山下達郎   | A-4        |
| 5.  | 「時よ」(TIME)                  | 吉田美奈子    | 吉田美奈子 | A-5        |
| 6.  | 「CANDY」                       | 吉田美奈子    | 山下達郎   | A-6        |
| 7.  | 「MY SUGAR BABE」               | 山下達郎      | 山下達郎   | B-1        |
| 8.  | 「HEY THERE LONELY GIRL」       | EARL SHUMAN   | LEON CARR  | B-2        |
| 9.  | 「TOUCH ME LIGHTLY」            | CHRIS MOSDELL | 山下達郎   | B-3        |
| 10. | 「FUTARI」                      | 吉田美奈子    | 山下達郎   | B-4        |
| 11. | 「YOUR EYES」                   | ALAN O'DAY    | 山下達郎   | B-5        |
| 12. | 「おやすみ」(KISSING GOODNIGHT) | 山下達郎      | 山下達郎   | B-6        |

| #   | タイトル                         | 作詞       | 作曲     | SIDE A / B |
| --- | -------------------------------- | ---------- | -------- | ---------- |
| 1.  | 「FUNKY FLUSHIN'」               | 吉田美奈子 | 山下達郎 | A-1        |
| 2.  | 「SILENT SCREAMER」              | 吉田美奈子 | 山下達郎 | A-2        |
| 3.  | 「HEY REPORTER!」                | 山下達郎   | 山下達郎 | A-3        |
| 4.  | 「BOMBER」                       | 吉田美奈子 | 山下達郎 | A-4        |
| 5.  | 「LOVE TALKIN'」(HONEY IT'S YOU) | 吉田美奈子 | 山下達郎 | A-5        |
| 6.  | 「DANCER」                       | 山下達郎   | 山下達郎 | B-1        |
| 7.  | 「SOLID SLIDER」                 | 吉田美奈子 | 山下達郎 | B-2        |
| 8.  | 「YELLOW CAB」                   | 吉田美奈子 | 山下達郎 | B-3        |
| 9.  | 「SPARKLE」                      | 吉田美奈子 | 山下達郎 | B-4        |
| 10. | 「HOT SHOT」                     | 吉田美奈子 | 山下達郎 | B-5        |

| #   | タイトル                          | 作詞          | 作曲          |
| --- | --------------------------------- | ------------- | ------------- |
| 1.  | 「CIRCUS TOWN」                   | 吉田美奈子    | 山下達郎      |
| 2.  | 「WINDY LADY」                    | 山下達郎      | 山下達郎      |
| 3.  | 「MINNIE」                        | 山下達郎      | 山下達郎      |
| 4.  | 「LAST STEP」                     | 吉田美奈子    | 山下達郎      |
| 5.  | 「夏の陽」                        | 山下達郎      | 山下達郎      |
| 6.  | 「LOVE SPACE」                    | 吉田美奈子    | 山下達郎      |
| 7.  | 「素敵な午後は」                  | 吉田美奈子    | 山下達郎      |
| 8.  | 「CANDY」                         | 吉田美奈子    | 山下達郎      |
| 9.  | 「DANCER」                        | 山下達郎      | 山下達郎      |
| 10. | 「SOLID SLIDER」                  | 吉田美奈子    | 山下達郎      |
| 11. | 「LET'S DANCE BABY」              | 吉岡治        | 山下達郎      |
| 12. | 「ついておいで」(FOLLOW ME ALONG) | 吉田美奈子    | 山下達郎      |
| 13. | 「BOMBER」                        | 吉田美奈子    | 山下達郎      |
| 14. | 「潮騒」(THE WHISPERING SEA)      | 吉田美奈子    | 山下達郎      |
| 15. | 「THIS COULD BE THE NIGHT」       | HARRY NILSSON | HARRY NILSSON |

| #   | タイトル                            | 作詞          | 作曲     |
| --- | ----------------------------------- | ------------- | -------- |
| 1.  | 「MORNING GLORY」                   | 山下達郎      | 山下達郎 |
| 2.  | 「SPARKLE」                         | 吉田美奈子    | 山下達郎 |
| 3.  | 「FUTARI」                          | 吉田美奈子    | 山下達郎 |
| 4.  | 「愛を描いて -LET'S KISS THE SUN-」 | 吉田美奈子    | 山下達郎 |
| 5.  | 「夏への扉」(THE DOOR INTO SUMMER)  | 吉田美奈子    | 山下達郎 |
| 6.  | 「LOVELAND, ISLAND」                | 山下達郎      | 山下達郎 |
| 7.  | 「あまく危険な香り」                | 山下達郎      | 山下達郎 |
| 8.  | 「FUNKY FLUSHIN'」                  | 吉田美奈子    | 山下達郎 |
| 9.  | 「RAINY WALK」                      | 吉田美奈子    | 山下達郎 |
| 10. | 「TOUCH ME LIGHTLY」                | CHRIS MOSDELL | 山下達郎 |
| 11. | 「YOUR EYES」                       | ALAN O'DAY    | 山下達郎 |
| 12. | 「おやすみ」(KISSING GOODNIGHT)     | 山下達郎      | 山下達郎 |
| 13. | 「MY SUGAR BABE」                   | 山下達郎      | 山下達郎 |
| 14. | 「RIDE ON TIME」                    | 山下達郎      | 山下達郎 |
| 15. | 「夜の翼」(NIGHTWING)               | 山下達郎      | 山下達郎 |

## 楽曲提供
アーティスト名は50音順に列記、カバーは除く。
嵐
- 復活LOVE（作詞：竹内まりや、作曲・編曲：山下達郎）[13]

アン・ルイス
- シャンプー（作詞：康珍化、作曲・編曲：山下達郎）
- 恋のブギ・ウギ・トレイン（作詞：吉田美奈子、作曲・編曲：山下達郎）[注釈 1]
  - BOOGIE WOOGIE LOVE TRAIN（作詞：Chris Mosdell、作曲・編曲：山下達郎）
- 愛・イッツ・マイ・ライフ（作詞：吉田美奈子、作曲・編曲：山下達郎）[注釈 1]

池田典代
- DREAM IN THE STREET（作詞：池田典代、作曲・編曲：山下達郎）[注釈 1]

EPO
- 真夜中にベルが2度鳴って（作詞：EPO、作曲・編曲：山下達郎）

円道一成
- L.A. BABE（作詞：大津あきら、作曲・編曲：山下達郎）[注釈 1]
- 酔いしれてDéjà Vu（作詞：山川啓介、作曲・編曲：山下達郎）[注釈 1]

大貫妙子
- 光の中へ（作詞・作曲：山下達郎）※未発売
- 魔法を教えて（作詞：大貫妙子、作曲：山下達郎）※未発売

笠井紀美子
- バイブレイション（作詞：安井かずみ、作曲：山下達郎、編曲：鈴木宏昌）

木村拓哉
- MOJO DRIVE（作詞：真島昌利、作曲・編曲：山下達郎）[14]
- MORNING DEW（作詞：真島昌利、作曲・編曲：山下達郎）[14]
- Good Luck, Good Time（作詞：zopp、作曲・編曲：山下達郎）[14]

KinKi Kids
- Kissからはじまるミステリー（作詞：松本隆、作曲・編曲：山下達郎）
- 硝子の少年（作詞：松本隆、作曲・編曲：山下達郎）
- ジェットコースター・ロマンス（作詞：松本隆、作曲：山下達郎、編曲：船山基紀）
- Happy Happy Greeting（作詞：松本隆、作曲・編曲：山下達郎）
- Amazing Love（作詞：KinKi Kids、作曲・編曲：山下達郎）

黒木真由美
- 恋人と呼ばれて（作詞：喜多条忠、作曲・編曲：山下達郎）
- 北極回り（作詞：喜多条忠、作曲・編曲：山下達郎、ストリングス編曲：矢野誠）

ザ・キングトーンズ&マリエ
- LET'S DANCE BABY（作詞：吉岡治、作曲：山下達郎、編曲：梅垣達志）
- MY BLUE TRAIN（作詞：吉岡治、作曲：山下達郎、編曲：梅垣達志）
- TOUCH ME LIGHTLY（作詞：Chris Mosdell、作曲：山下達郎、編曲：梅垣達志）

近藤真彦
- 恋のNON STOPツーリング・ロード（作詞：すずきひさし、作曲・編曲：山下達郎）
- ハイティーン・ブギ（作詞：松本隆、作曲・編曲：山下達郎）
- Momoko（作詞：松本隆、作曲・編曲：山下達郎）
- 永遠に秘密さ（作詞：松本隆、作曲・編曲：山下達郎）
- One more time（作詞：松本隆、作曲・編曲：山下達郎）

桜田淳子
- センチメンタル・ボーイ（作詞：岩沢律、作曲：山下達郎、編曲：椎名和夫）[注釈 1]
- バカンスの終りに（作詞：島エリナ、作曲：山下達郎、編曲：椎名和夫）[注釈 1]

少年隊
- 湾岸スキーヤー（作詞：秋元康、補作詞：山下達郎・Alan O'Day、作曲：山下達郎・Alan O'Day、編曲：井上鑑、コーラスアレンジ：山下達郎）

鈴木雅之
- Guilty（作詞：竹内まりや、作曲・編曲：山下達郎）
- Misty Mauve（作詞：竹内まりや、作曲・編曲：山下達郎）
- おやすみロージー（Angel Babyへのオマージュ）（作詞・作曲・編曲：山下達郎）

センチメンタル・シティ・ロマンス
- ゴーイング・バック（作詞：山下達郎、作曲：細井豊、編曲：センチメンタル・シティ・ロマンス）[注釈 1]

竹内まりや
- 夏の恋人（作詞・作曲：山下達郎、編曲：Al Capps）
- ブルー・ホライズン（作詞：大貫妙子、作曲・編曲：山下達郎）
- さよならの夜明け（作詞：竹内まりや、作曲：山下達郎、編曲：Gene Page）
- Every Night（作詞：Alan O'Day、作曲：山下達郎、編曲：Jay Graydon & David Foster、ストリングス&ホーンアレンジ：Greg Mathieson、コーラスアレンジ：Alan O'day）
- Morning Glory（作詞・作曲：山下達郎、編曲：Jay Graydon & David Foster、ストリングス&ホーンアレンジ：Greg Mathieson、コーラスアレンジ：安部恭弘）
- ラスト・トレイン（作詞：大貫妙子、作曲・編曲：山下達郎）
- ウエイトレス（作詞：竹内まりや、作曲・編曲：山下達郎）
- Days of Love（作詞：竹内まりや、作曲・編曲：山下達郎）

ダディ竹千代&東京おとぼけCATS
- 偽りのDJ（作詞：加治木剛、作曲：山下達郎、編曲：浦山秀彦）[注釈 1]

デビー・ギブソン
- Without You（作詞：Debbie Gibson、作曲：山下達郎）

中原理恵
- 明日にはグッドバイ（作詞：吉田美奈子、作曲・編曲：山下達郎）
- 朝まで一緒に（作詞：中原理恵、作曲：山下達郎、編曲：山下達郎・坂本龍一）
- ヒーローはあなた（作詞：吉田美奈子、作曲：山下達郎、編曲：坂本龍一）
- 個室（作詞：吉田美奈子、作曲・編曲：山下達郎）
- ドリーミング・ラブ（作詞：吉田美奈子、作曲・編曲：山下達郎）

難波弘之
- いちご色の窓 (THE STRAWBERRY WINDOW)（作詞：吉田美奈子、作曲：山下達郎、編曲：難波弘之）
- 夏への扉 (THE DOOR INTO SUMMER)（作詞：吉田美奈子、作曲：山下達郎、編曲：難波弘之）
- 鵬（作曲・編曲：山下達郎・難波弘之）

NEWS
- SNOW EXPRESS（作詞：伊達歩、作曲：山下達郎、編曲：Stefan Engblom・Axel Bellinder、Rap詞：山下智久）

原久美子
- Magic Night（作詞：竜真知子、作曲：山下達郎、編曲：乾裕樹）

14 KARAT SOUL
- THE GIRL IN WHITE（作詞：Alan O'Day、作曲：山下達郎、編曲：14 KARAT SOUL）

フランク永井
- WOMAN（作詞・作曲・編曲：山下達郎、ストリングス編曲：乾裕樹）[注釈 1]
- 愛のセレナーデ（作詞：伊藤銀次、作曲・編曲：山下達郎、ストリングス編曲：乾裕樹）[注釈 1]

堀江マミ
- Loving You（作詞：竜真知子、作曲：山下達郎、編曲：渡辺健）

水口晴幸
- BLACK OR WHITE（作詞：水口晴幸、作曲・編曲：山下達郎）
- KING OF ROCK'N ROLL（作詞：水口晴幸、作曲・編曲：山下達郎・椎名和夫）
- キメてしまえば…（作詞：水口晴幸、作曲・編曲：山下達郎）

村田和人
- ニコニコ・ワイン（作詞：竹内まりや、作曲・編曲：山下達郎）

村松邦男
- フェアリー（作詞：山下達郎、作曲・編曲：村松邦男）[注釈 1]

森岡純
- ホワイト・クリスマス（訳詞：山下達郎、作曲：IRVING BERLIN、編曲：勝田修平）

森光子
- 月夜のタンゴ（作詞：竹内まりや、作曲・編曲：山下達郎、ストリングス編曲：萩田光雄）

吉田美奈子
- ラスト・ステップ (LAST STEP)（作詞：吉田美奈子、作曲：山下達郎、編曲：矢野誠）
- 永遠に（作詞：吉田美奈子、作曲：山下達郎、編曲：矢野誠）
- 愛の炎 (FLAMES OF LOVE)（作詞：吉田美奈子、作曲：山下達郎、編曲：Gene Page）
- 恋の手ほどき (I'LL TEACH YOU ALL ABOUT LOVE)（作詞：吉田美奈子、作曲：山下達郎、編曲：Gene Page）
- 雲のゆくえに (CLOUDS)（作詞：吉田美奈子、作曲：山下達郎、編曲：Gene Page）
- RAINY DAY（作詞：吉田美奈子、作曲：山下達郎、編曲：吉田美奈子）

Linda Carriere
- Love Celebration（作詞：James Ragan、作曲・編曲：山下達郎）[15]
- Up On His Luck（作詞：James Ragan、作曲・編曲：山下達郎）[15]

レモンパイ
- ハイ! 氷（作詞：杉山政美・浅野裕子、作曲：山下達郎、編曲：いしだかつのり）

ロック・ミュージカル ハムレット挿入歌
- 兄妹のテーマ ⁄ 尾藤イサオ（作詞：小林和子、作曲：山下達郎、編曲：矢野誠）[注釈 1]
- 花のように ⁄ 岩崎宏美（作詞：小林和子、作曲：山下達郎、編曲：矢野誠）[注釈 1]
- 若いってことは（作詞：中島梓、作曲：山下達郎、編曲：矢野誠）[注釈 1]

## 映像音楽
- 警視-K（1980年、日本テレビ系）
- ハイティーン・ブギ（1982年、東宝）  –  主題歌、挿入歌の作曲者としての参加。作品中の劇伴作曲は大谷和夫。「音楽」として、両者がクレジットされている。
- BIG WAVE[16]（1984年、日本ヘラルド）  –  ウォルター・マルコネリー監督のサーフィン、ウインドサーフィン、ヨット等のマリンスポーツや、様々なエクストリームスポーツを題材としたドキュメンタリー映画。サウンドトラックはヒットしたが、映画自体は興行的に振るわなかった。
- 連続テレビ小説「ひまわり」（1996年、NHK）  –  山下の楽曲が難波弘之のアレンジで劇伴として使用された。オープニングのスタッフロールでは「音楽」として山下、「編曲」として難波の両者がクレジットされている。また、主題歌「DREAMING GIRL」のインストゥルメンタル・ヴァージョン（演奏：デイヴィッド・サンボーン）も劇中で使用されている[17]。

## レコーディング参加作品
シュガー・ベイブ在籍時（1973年-1976年4月）はシュガー・ベイブ#参加作品を参照。また、竹内まりやは1984年以降すべての楽曲に関わっているため、ムーン・レーベルの作品は除外。コーラスや楽器演奏で関わった作品を時系列で記載。

### 1976年
沢田研二
- 「ウィンクでさよなら / 薔薇の真心」（5月1日発売 POLYDOR 7inch:DR-6001）
「ウィンクでさよなら」  –  クレジットはないが、コーラスで参加。

布谷文夫 & ココナツバンクス
- 『1974 HOBO'S CONCERTS V（ありがとう ありがとう ありがとう）』（6月21日発売 Bellwood ⁄ KING LP:OFM-16）
「冷たい女(Live)」「深南部牛追歌〜大阪へやってきた(Live)」  –  布谷文夫：Vocal / 伊藤銀次：Electric Guitar / 村松邦男：Electric Guitar / 藤本雄志：Electric Bass / 山下達郎：Keyboards / 上原裕：Drums
1974年12月18日に池袋シアターグリーンで行われた“ホーボーズ・コンサート”を収録したライヴ・アルバム。オリジナルLPでは“矢野誠: keyboards”とクレジットされているが、実際には山下が参加[18]。

細野晴臣
- 『泰安洋行』（7月25日発売 PANAM ⁄ CROWN LP:GW-4021）
「蝶々-San」  –  大瀧詠一とコーラスで参加（クレジットは“山下よた郎”）。

尾崎亜美
- 『SHADY』（8月5日発売 EXPRESS ⁄ TOSHIBA EMI LP:ETP-72187）
「風の中」「追いかけてきたけれど」  –  吉田美奈子とコーラスで参加（クレジットは“AMII'S Army”）

大貫妙子
- 『Grey Skies』（9月25日発売 PANAM ⁄ CROWNLP:GW-4023）
「時の始まり」  –  Rhythm & Brass Arrangements by 山下達郎 / Chorus Arrangements 大貫妙子, 山下達郎 / 山下達郎 : Electric Guitar, Hammond Organ, Percussion
「約束」  –  Basic Arrangement by 山下達郎 / 山下達郎 : Electric Guitar
「愛は幻」  –  Rhythm Arrangements by 山下達郎 / 山下達郎 : 6 & 12 Strings Electric Guitar
「Wander Lust」  –  山下達郎 : Electric Guitar
「街」  –  山下達郎 : Background Vocals
「いつでも そばに」  –  山下達郎 : Electric Guitar
「Breakin' Blue」  –  山下達郎 : Electric Guitar

大滝詠一
- 『GO! GO! NIAGARA』（10月25日発売 NIAGARA ⁄ COLUMBIA LP:LQ-7011-E）
「ジングル;ナイアガラ・マーチ」  –  特別出演 : 瑞穂リトル・リーグ & Rock'n Roll Marching Band ※山下達郎が参加した「ロックン・ロール・マーチ」(アルバム『NIAGARA MOON』収録曲）のコーラスを使用。

荒井由実
- 『14番目の月』（11月20日発売 EXPRESS ⁄ TOSHIBA EMI LP:ETP-72221）
BACKGROUND VOCALS : TATSURO YAMASHITA, MINAKO YOSHIDA, TAEKO OHNUKI, AMI OZAKI, TIME FIVE, CORPORATION THREE / CHORUS ARRANGER : TATSURO YAMASHITA (Except Good luck & Good bye arranged by MASATAKA MATSUTOYA)

斉藤哲夫
- 「思い出のレター」(CBS/SONY 7inch:SOLB-413)
「思い出のレター」  –  クレジットはないが、コーラスで参加。

### 1977年
NIAGARA CM STARS
- 『NIAGARA CM SPECIAL Vol.1』（3月25日発売 NIAGARA ⁄ COLUMBIA LP:LZ-7005-E）
「Cider'74」  –  Chorus. シンガーズ・スリー & シュガー・ベイブ
「Cider'75」  –  Chorus. シンガーズ・スリー & シュガー・ベイブ
「ジーガム」  –  Chorus. シュガー・ベイブ
「クリネックス・ティシュー」  –  Chorus. クマ & ターボー
「どんな顔するかな」  –  Chorus. クマ、村松、ミナコ、ターボー
「土曜の夜の恋人に」  –  Gt. 山下達郎 & 伊藤銀次

いしだあゆみ & ティンパンアレーファミリー
- 『アワー・コネクション』（4月25日発売 COLUMBIA LP:PX-7023）
吉田美奈子とコーラスで参加。

シリア・ポール
- 『夢で逢えたら』（6月25日発売 NIAGARA ⁄ COLUMBIA LP:LX-7017-E）
Arrangements by 多羅尾伴内 / Strings Arrangements by 山下達郎

太田裕美
- 『こけてぃっしゅ』（7月1日発売 CBS/SONY LP:25AH-226）
コーラスで参加。

大滝詠一
- 「青空のように」（7月1日発売 NIAGARA ⁄ COLUMBIA 7inch:LK-39-E）
「青空のように」  –  Arrangements : 山下達郎,多羅尾伴内
- 『NIAGARA CALENDAR』（11月25日発売 NIAGARA / COLUMBIA LP:LX-7032-E）
「Blue Valentine's Day」  –  Strings Arr. 山下達郎
「五月雨」  –  Strings Arr. 山下達郎
「青空のように」  –  Strings Arr. 山下達郎
「真夏の昼の夢」  –  Strings Arr. 山下達郎
「クリスマス音頭」  –  Strings Arr. 山下達郎 ※30th Anniversary(CD:SRCL 5009)より掲載

大貫妙子
- 『SUNSHOWER』（7月25日発売 PANAM ⁄ CROWN LP:GW-4029）
「Summer Connection」  –  山下達郎 : Background Vocal
「くすりをたくさん」  –  山下達郎 : Background Vocal
「都会」  –  山下達郎 : Background Vocal

大村憲司、渡辺香津美、森園勝敏、山岸潤史
- 『GUITAR WORK SHOP VOL.1』（11月25日発売 FLYING DOG LP:FLD-10008）
「GROOVIN'」  –  コーラスで参加。

### 1978年
アグネス・ラム
- 『with Love Agnes Lum』（3月10日発売 WARNER PIONEER LP:L-11003W）
「ムーンライト・ベイ」  –  クレジットはないが、コーラスで参加。

高橋ユキヒロ
- 『SARAVAH!』（6月21日発売 SEVEN SEAS / KING LP:SKS(S)-1011）
「ELASTIC DUMMY」「BACK STREET MIDNIGHT QUEEN」  –  吉田美奈子とコーラスで参加。

岡本一生
- 『Moonlight Singing』（7月25日発売 DISCO MATE LP:DSF-5011）
「ムーン・マジック」「どしゃぶりの街角」  –  編曲、エレクトリック・ギター、パーカッションで参加。

大滝詠一
- 『DEBUT』（8月25日発売 NIAGARA / COLUMBIA LP:LX-7046-E）
「ナイアガラ・ムーン」  –  Strings Arr. 山下達郎
「福生ストラット (Part II)」  –  Chorus. お守り合唱隊 (Kuma, Ginji, Tabo, GH), ブクチュカ・ガゴ屋組 (宿霧, ちぇるしい, 我田, 金田一)
「水彩画の町 '78」  –  Strings Arr. 山下達郎
「乱れ髪 '78」  –  Strings Arr. & Solina. 山下達郎
「外はいい天気だよ '78」  –  Strings Arr. 山下達郎

坂本龍一
- 『千のナイフ』（10月25日発売 BETTER DAYS / COLUMBIA LP:YX-7586-ND）
「新日本電子的民謡 Das Neue Japanische Elektronische Volkslied」  –  Castanets: Tatsuro Yamashita

松任谷由実
- 『流線形'80』（10月5日発売 EXPRESS / TOSHIBA-EMI LP:ETP-80047）
エレクトリック・ギターとコーラスで参加。

NIAGARA FALLIN' STARS
- 『LET'S ONDO AGAIN』（10月25日発売 NIAGARA / COLUMBIA LP:LX-7054-E）
「禁煙音頭 / 竜ヶ崎宇童」  –  （ロンダ・コーラス） 山下達郎 宿霧十軒 東郷昌和 小出博志

RAJIE
- 『LOVE HEART』（12月21日発売 CBS/SONY LP:25AH-663）
「ジャスト・イン・ザ・レイン JUST IN THE RAIN」  –  山下達郎 ： Chorus

### 1979年
越美晴
- 『おもちゃ箱第一幕』（3月5日発売 RCA / RVC LP:RVL-7211）
「気まぐれハイウェイ」「恋はファニー・フィーリング」  –  吉田美奈子と共同でコーラス・アレンジとコーラスを担当。

矢野顕子
- 『東京は夜の7時』（4月25日発売 NEW MORNING / PHILIPS LP:S-7081）
1978年の“ト・キ・メ・キ ツアー”より、中野サンプラザと渋谷公会堂でのライブを収録。吉田美奈子とコーラスで参加。

岸田智史
- 『モーニング』（5月1日発売 CBS/SONY LP:25AH-712）
「昨日をとりもどせ!」「コーヒー・シュガーと煙草のけむり」  –  クレジットはないが、コーラスで参加。

竹内まりや
- 『UNIVERSITY STREET』（5月21日発売 RVC LP:RVL-8041）
「涙のワンサイデッド・ラヴ」  –  Tatsuro Yamashita : arrangement, electric guitar, arp bass, drums, background vocals
「ブルー・ホライズン」  –  Tatsuro Yamashita : arrangement, keyboards, percussion, background vocals
「ドリーム・オブ・ユー〜レモンライムの青い風〜」  –  Tatsuro Yamashita : arrangement, background vocals

太田裕美
- 『Feelin' Summer』（6月1日発売 CBS/SONY LP:25AH-729）
「掌の夏」  –  吉田美奈子とコーラスで参加。

坂本龍一 & カクトウギ・セッション
- 『SUMMER NERVES』（6月21日発売 CBS/SONY LP:25AH-507）
「GONNA GO TO I COLONY」「SWEET ILLUSION」  –  コーラスで参加。

朝比奈マリア
- 「ディスコ・ギャル」（4月25日発売 ALFA 7inch:ALR-1010）
「ディスコ・ギャル」（作詞:山上路夫、作曲:すぎやまこういち 編曲:ハービー・メイソン すぎやまこういち）  –  吉田美奈子とコーラスで参加。シングル用ミックス
- 『MARIA』（6月21日発売 ALFA LP:ALR-6016）※Picture Disc:ALPD-101
「DISCO GAL」  –  Voice Arranger of Disco Gal

松任谷由実
- 『OLIVE』（7月20日発売 EXPRESS / TOSHIBA-EMI LP:ETP-80085, CT:ZT25-425）
「甘い予感」「稲妻の少女」  –  コーラス・アレンジとコーラスで参加。

ヘレン・サンタ=マリア
- 「ジェラシー (JEALOUSY)」（12月発売 COLUMBIA 7inch:YK-135-N）
「ジェラシー」(Richy Gaz) / HELEN SANTA-MARIA
「ジェラシー （インストゥルメンタル）」(Richy Gaz) / HELEN SANTA-MARIA BAND
Concept producer : Mitsugu “Pinky” Matsumoto

池田典代
- 『DREAM IN THE STREET』(ORANGE HOUSE LP:ORF-5010）
「DREAM IN THE STREET」[注釈 1]（作詞 : 池田典代 / 作・編曲 : 山下達郎）  –  Side Guitar & Chorus : 山下達郎

### 1980年
竹内まりや
- 『LOVE SONGS』（3月5日発売 RVC LP:RVL-8047）
「不思議なピーチパイ」  –  コーラスで参加。
- 『Miss M』（12月5日発売 RVC LP:RHL-8503）
「Farewell Call」  –  EPOと一緒にコーラスで参加。

EPO
- 『DOWN TOWN』（3月21日発売 RCA / RVC LP:RVL-8048）
「ポップ・ミュージック〜DOWN TOWN」  –  後半部（「DOWNTOWN」(Tony Hatch))を、清水信之と共同アレンジ。
- 『GOODIES』（10月21日発売 RCA / RVC LP:RHL-8502）
「GOODIES」  –  Tatsuro Yamashita : Arrangement, Guitar
「分別ざかり」  –  Tatsuro Yamashita : Arrangement, Guitar, Percussion, Background Vocals

アン・ルイス
- 『リンダ』（7月21日発売 VICTOR LP:SJX-30012）
「ME」  –  アレンジとコーラスで参加。
「LINDA」  –  アレンジ（ブラッド・ショット、谷口陽一との共同アレンジ）とコーラスで参加。

### 1981年
近藤真彦
- 「ヨコハマ・チーク / 嘆きのリンダ」（3月21日発売 RCA / RVC 7inch:RHS-27）
「ヨコハマ・チーク」（作詞：松本隆、作曲：筒美京平、編曲：馬飼野康二）  –  コーラスで参加。
- 「ブルージーンズメモリー / 青春ビーチ」（6月21日発売 RCA / RVC 7inch:RHS-37）
「ブルージーンズメモリー」（作詞：松本隆、作曲：筒美京平、編曲：馬飼野康二）  –  コーラスで参加。
- 「ギンギラギンにさりげなく / 恋のNON STOPツーリング・ロード」（9月30日発売 RCA / RVC 7inch:RHS-47）
「ギンギラギンにさりげなく」（作詞：伊達歩、作曲：筒美京平、編曲：馬飼野康二）  –  コーラスで参加。
「恋のNON STOPツーリング・ロード」（作詞 : すずきひさし / 作・編曲 : 山下達郎）

難波弘之
- 『Party Tonight』（3月21日発売 AIR / RVC LP:RAL-8503）
「夢中楼閣」  –  Percussion
「パーティ・トゥナイト （地球を遠く離れて）」  –  山下達郎 : Percussion
「シルバーグレイの街」  –  山下達郎 : Chorus, Percussion
山下達郎 : Production Coordinator

大貫妙子
- 『AVENTURE』（3月21日発売 RCA / RVC LP:RHL-8507）
「恋人達の明日」  –  コーラスアレンジで参加。

EPO
- 『JOEPO〜1981KHz』（9月21日発売 RCA / RVC LP:RHL-4501）
「JOEPO」  –  Tatsuro Yamashita : Chorus, Guitar
「身代わりのバディー」  –  Tatsuro Yamashita : Arrangement, Guitar, Background Vocals
「真夜中にベルが2度鳴って」  –  Tatsuro Yamashita : Arrangement, Guitar, Rhodes Piano & Synthesizer, Percussion, Background Vocals
「See You Next Side Again」  –  Tatsuro Yamashita : Background Vocals
「エスケイプ」  –  Tatsuro Yamashita : Background Vocals

竹内まりや
- 『PORTRAIT』（10月21日発売 RVC LP:RHL-8515）
「ラスト・トレイン」（作詞：大貫妙子、作曲・編曲：山下達郎）  –  TATSURO YAMASHITA : GUITAR, KEYBOARD, PERCUSSION, BACKGROUND VOCAL
「悲しきNight & Day」（作詞・作曲：竹内まりや、編曲：山下達郎）  –  TATSURO YAMASHITA : DRUMS, BASS, GUITAR, KEYBOARD, PERCUSSION, MARIMBA, BACKGROUND VOCAL
「リンダ」（作詞・作曲：竹内まりや、編曲：山下達郎）  –  TATSURO YAMASHITA : GUITAR, KEYBOARD, BACKGROUND VOCAL
「ウエイトレス」（作詞・作曲：竹内まりや、編曲：山下達郎）  –  TATSURO YAMASHITA : GUITAR, PERCUSSION, BACKGROUND VOCAL
「SPECIAL DELIVERY〜特別航空便」（作詞・作曲：竹内まりや、編曲：山下達郎）  –  TATSURO YAMASHITA : GUITAR, PERCUSSION, BACKGROUND VOCAL

矢野顕子
- 「あしたこそ、あなた / あいするひとよ」（10月1日発売 JAPAN 7inch:JAS-2018）
「あしたこそ、あなた」（作詞・作曲・編曲：矢野顕子、コーラスアレンジ：山下達郎）  –  コーラス、ギターで参加。

吉田美奈子
- 『MONSTERS IN TOWN』（10月21日発売 ALFA LP:ALR-28031）
「TOWN」  –  Tatsuro Yamashita : string and horn arrangements
「LOVIN' YOU」  –  Tatsuro Yamashita : string and horn arrangements
「BLACK EYE LADY」  –  Tatsuro Yamashita : string and horn arrangements
「KNOCK, KNOCK」  –  Tatsuro Yamashita : horn arrangements
「MOMENT OF TWILIGHT」  –  Tatsuro Yamashita : string and flute arrangements
- 「BLACK EYE LADY / TOWN」（10月21日発売 ALFA 7inch:ALR-747）
「BLACK EYE LADY」（作詞・作曲・編曲：吉田美奈子 (Strings and Horns Arranged by Tatsuro Yamashita)）
「TOWN」（作詞・作曲・編曲：吉田美奈子 (Strings and Horns Arranged by Tatsuro Yamashita)）

### 1982年
難波弘之
- 『飛行船の上のシンセサイザー弾き』（1月21日発売 AIR / RVC LP:RAL-8802）
「鵬」（作曲・編曲：山下達郎・難波弘之）
「百家争鳴」  –  Tatsuro Yamashita : Gran cassa & Marching Cymbals
「永遠へのパスポート」  –  Tatsuro Yamashita : Cowbell
Production Co-ordinater ： Tatsuro Yamashita

村田和人
- 『また明日』（6月21日発売 MOON LP:MOON-28003）
「電話しても」  –  Tatsuro Yamashita : Arrangement, Hammond, Electric Guitar, Percussion
「LADY SEPTEMBER」  –  Tatsuro Yamashita : Arrangement, Hammond, Electric Guitar, Percussion
「MARLAS」  –  Tatsuro Yamashita : Electric Guitar, Chorus
「GREYHOUND BOOGIE」  –  Tatsuro Yamashita : Arrangement, Hammond, Electric Guitar, Percussion
「BE WITH YOU」  –  Tatsuro Yamashita : Chorus
「終わらない夏」  –  Tatsuro Yamashita : Chorus
MUSICAL GUIDANCE ： Tatsuro Yamashita

佐藤博
- 『awakening / HIROSHI SATO featuring Wendy Matthews』（6月21日発売 ALFA LP:ALR-28036）
「SAY GOODBYE」 (LORRAIN FEATHER / HIROSHI SATO)  –  TATSURO YAMASHITA: FENDER TELECASTER
「BLUE AND MOODY MUSIC (WENDY'S VERSION)」 (LORRAIN FEATHER / HIROSHI SATO)  –  TATSURO YAMASHITA : FENDER TELECASTER ※CD（2005年9月21日発売 GT music ⁄ SMDR MHCL 648）のみ収録。
TATSURO YAMASHITA : FENDER TELECASTER ELECTRIC GUITAR

近藤真彦
- 「ハイティーン・ブギ / Momoko」（6月30日発売 RCA / RVC 7inch:RHS-73）
「ハイティーン・ブギ」（作詞：松本隆、作曲・編曲：山下達郎）  –  コーラス、ギターを手掛けている。
「Momoko」（作詞：松本隆、作曲・編曲：山下達郎）  –  コーラス、ギターを手掛けている。

吉田美奈子
- 『LIGHT'N UP』（9月21日発売 ALFA LP:ALR-28040）
「LOVE SHOWER」  –  Strings & Horns arranged by Tatsuro Yamashita
「斜陽 (REFLECTION)」  –  Tatsuro Yamashita : Background Vocals

世良公則
- 『MASANORI SERA』（10月21日発売 PONY CANYON LP:C28A-0242）
「TOKYO指紅（ルージュ）」  –  Guitar（クレジットは“ミスター・熊”）

### 1984年
矢野顕子
- 『オーエス オーエス』（6月25日発売 JAPAN LP:28JAL-10）
「SIMON SMITH AND THE AMAZING DANCING BEAR」  –  “big bear”として、コーラスのベースパートを担当。
「GREENFIELDS」  –  コーラス・アレンジとコーラスを担当。

村田和人
- 『MY CREW』（7月10日発売 MOON LP:MOON-28020）
「あの波をつかまえて」  –  Arrangement, E.Guitar
「LAST TRAIN」  –  Percussion
「SEXY PACIFIC」  –  Arrangement, E.Guitar, Vibraphone, Cowbell

来生たかお
- 『ROMANTIC CINEMATIC』（8月10日発売 Kitty LP:28MS-0065）
クレジットはないが、ギターで参加。

近藤真彦
- 「永遠に秘密さ / One More Time」（9月13日発売 RCA / RVC 7inch:RHS-166）
「永遠に秘密さ」（作詞：松本隆、作・編曲：山下達郎）  –  コーラスとギターを手掛けている。
「One More Time」（作詞：松本隆、作・編曲：山下達郎）  –  コーラスとギターを手掛けている。

坂本龍一
- 『音楽図鑑』（10月24日発売 school / MIDI LP:MIL-1001）
「PARADISE LOST」  –  Tatsuro Yamashita : Electric Guitar and Voice Sample
「SELF PORTRAIT」  –  Tatsuro Yamashita : Electric Guitar and Voice Sample
「旅の極北」  –  Tatsuro Yamashita : Electric Guitar
「羽の林で」  –  Tatsuro Yamashita : Electric Guitar
「TIBETAN DANCE (VERSION)」  –  Tatsuro Yamashita : Electric Guitar

円道一成
- 『RUN TO LIVE, LIVE TO RUN』（8月21日発売 AIR / RVC LP:RAL-8818）
「L.A. BABE」[注釈 1]（作詞：大津あきら、作曲・編曲：山下達郎）  –  山下達郎 : Electric Guitar & Percussion
「酔いしれてDéjà Vu」[注釈 1]（作詞：山川啓介、作曲・編曲：山下達郎）  –  山下達郎 : Electric Guitar, Hammond Organ & Percussion

### 1986年
村田和人
- 『Showdown』（6月25日発売 MOON LP:MOON-28034）
「FIND SOMEBODY NEW」  –  コーラスで参加。
「ORLEANS〜想い出のオーリアンズ〜」  –  コーラスで参加。

### 1990年
CINDY
- 『Angel Touch』（6月25日発売 FUN HOUSE CD:FHCF-1068）
「Fall In Love」  –  Chorus Arrangement(with CINDY), Chorus, Grokken, Guitars, Keyboards, Bell Tree & Conga

少年隊
- 「FUNKY FLUSHIN' / BOMBER」（7月7日発売 WARNER PIONEER SCD:WPDL-4167）
「FUNKY FLUSHIN'」「BOMBER」  –  コーラス・アレンジを手掛けている。

安藤まさひろ
- 『Melody go round』（10月1日発売 CBS/SONY CD:CSCL-1545）
「Tonight's the night」「湖の恐竜」  –  ギターで参加。

杉真理
- 「Wonderful Life〜君がいたから〜 / 恋の手ほどき〜X'mas in Love〜」（11月21日発売 CBS/SONY SCD:CSCL-1599）
「Wonderful Life〜君がいたから〜」  –  “Harmony Vocals”として、竹内まりやと共にクレジットされている。

### 1993年
村田和人
- 『HELLO AGAIN』（5月24日発売 Roux / VICTOR CD:VICL-384
「君の自由」「HELLO AGAIN」  –  コーラスで参加。
「もう一度」「LADY TYPHOON」  –  エレクトリック・ギターで参加。

### 1994年
村田和人
- 『EVERGREEN』（6月22日発売 Roux / VICTOR CD:VICL-541）
「TRUST」「君はMAGIC」  –  コーラスで参加。

### 1995年
吉田美奈子
- 「BEAUTY」（1月21日発売 MCA VICTOR SCD:MVDD-20）
「BEAUTY (SINGLE VERSION)」「LIBERTY (SINGLE VERSION)」  –  Voices Arrange & Voice : TATSURO YAMASHITA for SMILE COMPANY LTD. ※「LIBERTY」は不参加。
- 『EXTREME BEAUTY』（2月22日発売 MCA VICTOR CD:MVCD-17）
「BEAUTY」「LIBERTY」
Voices Arranged by TATSURO YAMASHITA  –  #2 for SMILE COMPANY LTD.
TATSURO YAMASHITA  –  Voice  –  #2,5 (appears courtesy of east west japan inc.)

渡辺満里奈 / 植木等
- 「うれしい予感 / 針切じいさんのロケン・ロール」（2月22日発売 Yoo-Loo ⁄ Oo Records SCD:OODO-5001）
「うれしい予感」  –  クレジットはないが、コーラス・アレンジを担当。

村田和人
- 『Sweet Vibration』（9月21日発売 Roux CD:VICL-668）
「週末はゴキゲン」「Cool Down」  –  コーラスで参加。

### 1996年
大貫妙子
- 『LIVE '93 Shooting Star in the Blue Sky』（6月26日発売 EASTWORLD / TOSHIBA-EMI CD:TOCT-9457）
「蜃気楼の街」「約束」「いつも通り」  –  1993年11月15日、渋谷公会堂でのライブから13曲収録したライブ・アルバム。ボーナス・トラックとして“山下達郎 sings SUGAR BABE”（1994年5月2日、中野サンプラザ）から、大貫妙子がゲスト参加した3曲を収録。

王様
- 「浜っ子伝説」（7月6日発売 FUN HOUSE SCD:FHCF-2293）
「浜っ子伝説」  –  クレジットはないが、コーラスで参加。

### 1998年
村上“ポンタ”秀一
- 『Welcome to My Life』（9月30日発売 JVC CD:VICL-60279）
「I'VE GOT YOU UNDER MY SKIN」  –  ヴォーカルで参加。

### 1999年
canna
- 「紙ひこうき」（2月20日発売 SMEJ Associated Records SCD:AICT-1036）
「紙ひこうき」  –  アコースティック・ギターで参加。

服部克久
- 『音楽畑 16 Friends』（10月27日発売 wea japan CD:WPC7-10033）
「Friends・Love・Believing〜ぬくもりをありがとう」  –  ヴォーカリストの一人として参加。
「Smoke Gets In Your Eyes」  –  アルバム『SEASON'S GREETINGS』収録のテイクに、コーラスを新たにダビング。
CONCEPT DIRECTION : 山下達郎

### 2003年
村上“ポンタ"秀一 & 近藤房之助
- 『A BIG TRAIN COMING』（10月22日発売 JVC CD:VICJ-61130）
「BILLY JACK」「TRIPPING OUT」「SUPERFLY」  –  ギターで参加。

### 2013年
愛しきわが出雲市民合唱団
- 「愛しきわが出雲」[19]（8月10日発売 出雲市 CD:IZCD-17322）
「愛しきわが出雲 （合唱団バージョン）」  –  Rhythm Arranged by 山下達郎 / 山下達郎 : Computer Programming, Acoustic Guitar, Keyboards, Hammond Organ, Percussion & Background Vocals

### 2018年
ENDRECHERI
- 『HYBRID FUNK』[20]（5月2日発売 Johnny's Entertainment CD+DVD(Limited Edition A):JECR-0057/58、CD+DVD(Limited Edition B):JECR-0059/60、CD(Original Edition):JECR-0061）
「HYBRID ALIEN」  –   山下達郎 : Electric Guitar

星野源
- 『POP VIRUS』[21]（12月19日発売 JVCケンウッド・ビクターエンタテインメント CD＋Blu-ray(Limited Edition A):VIZL-1490、CD＋DVD(Limited Edition B):VIZL-1491、CD(Limited Edition):VIZL-1492、CD(Original Edition):VICL-65085
「Dead Leaf」  –  Chorus Arranged by 山下達郎 / 山下達郎 : Chorus

### 2021年
Peach & Apricot
- 「Watching Over You」[22]（11月4日発売 WARNER MUSIC JAPAN 190296383540（配信限定））
ギターで参加。

### 2024年
Linda Carriere
- 『Linda Carriere』（7月17日発売 ALFA / Sony Music Labels Inc. CD:MHCL 3092、LP:MHJL-349【完全生産限定盤】 8月3日発売）
「Up On His Luck」  –  作曲・編曲：山下達郎
「Loving Makes It So」  –  編曲：山下達郎
「Proud Soul」  –  編曲：山下達郎
「Love Celebration」  –  作曲・編曲：山下達郎
Guitar, Hammond Organ, Solina, Vibe, Background Vocal : Tatsuro Yamashita
Recorded at Studio A in 1977

## CM
山下がテレビ・ラジオ放送のコマーシャルメッセージ、放送番組のテーマ音楽および、店舗やイベント会場等のBGMのために制作した音楽のほか、オリジナル楽曲のそれらへの提供について記す。楽曲提供に加えて山下自身が出演したものについては別に節を設ける。曲名付記のない例は提供のためにのみ制作された楽曲かつ、特にタイトルがつけられなかったもの。
山下はレコードデビュー以前からオリジナル楽曲の制作・提供を行っており（したがってCMサイズ限りの短い作品や、サウンドロゴのみのものもある）、タイアップ提供楽曲についてもオリジナル・アルバム収録曲とはアレンジが異なったものを制作していることが多い。また、同一企業・サービスのCMシリーズで、山下の後に竹内まりやの曲が使われることもある。

### - 1980年

#### 1974年
- 三愛バーゲン・フェスティバル「夏編」[注釈 2]ほか
- 三ツ矢フルーツソーダ[注釈 2]
- 不二家・ハートチョコレート[注釈 2]
- 日本デキシー・デキシーカップス
- 資生堂・バスボン[注釈 3]

#### 1975年
- ロッテ・ヤンシー（歌：吉田美奈子）
- セーラー万年筆・ミニエース
- セーラー万年筆・ガードシャープ
- ナショナル・まきまきカール[注釈 2]
- 日立冷凍冷蔵庫・ハーイコオリ
- いちじく浣腸[注釈 2]
- 不二家・ハートチョコレート（バレンタイン編）[注釈 3]
- ラグノオ・シュガーレス・ケーキ[注釈 3]
- 資生堂店頭BGM「南の島」[注釈 3]
- 文化放送『電リク'75』

#### 1976年
- 三ツ矢サイダー[注釈 2]
- 明治・レモンドライ
- 不二家ハートチョコレート（リテイク）
- ハウス・フルーチェ
- 資生堂・MG5
- 資生堂店頭BGM「HOT HOT」[注釈 3]

#### 1977年
- 明治・ミオ  –  「ミオとボーイフレンド」（歌：吉田美奈子）
- 丸井  –  「一級品」（歌：吉田美奈子）
- 資生堂・フェリーク  –  「MARIE」[注釈 2]
- グリコ・ポッキー&ポッキー（歌：吉田美奈子）
- ゼブラ・パスカラー15
翌年出稿のテレビCM「手のひら」編[23]が第18回ACC CMフェスティバル・テレビフィルムCM部門秀作賞を受賞。
- 三菱電機 クレジット
- カルピスソーダ

#### 1978年
- 資生堂・FRESURE[注釈 3]
FRESUREフレッシュパウダーのラジオCM「束の間のタヒチ」編[24]が第18回ACC CMフェスティバル・ラジオCM部門秀作賞を受賞。
- TRIO FM時報[注釈 2]
- 日立・Lo-Dカセットテープ
- ハウス・みぞれっ子[注釈 2]
第18回ACC CMフェスティバル・CM音楽部門秀作賞を受賞[25]。
- 不二家・ルックチョコレート

#### 1979年
- 十條キンバリー・ニーナライトデイ（歌：竹内まりや）
- 十條キンバリー・ニーナミニ
- ハウス・みぞれっ子&シャービック[注釈 2]
- ウエラ・サニードロップ
- JAL・沖縄キャンペーン  –  「愛を描いて -LET'S KISS THE SUN-」[注釈 2]
サビの最後に「オキナワ〜」という歌い込みが入る。
- コカ・コーラ[注釈 2]

#### 1980年
- 日立マクセル・UDカセットテープ 秋編  –  「RIDE ON TIME」[注釈 3]
オリコン・チャート最高3位を記録した。

### 1981 - 1990年

#### 1981年
- サントリー・純生  –  「OH LOVE LAND」
後の「LOVELAND, ISLAND」。最後に「サントリービール」の歌い込みが入る。

#### 1982年
- サントリービール  –  「SPARKLE」

#### 1983年
- 全日空・沖縄キャンペーン  –  「高気圧ガール」
- サントリー・ギフト  –  「I LOVE YOU」[注釈 2]

#### 1985年
- ホンダ・クイントインテグラ  –  「風の回廊（コリドー）」[注釈 3]

#### 1986年
- ホンダ・クイントインテグラ  –  「僕の中の少年」
- UCC缶コーヒー  –  「YOU MAKE ME FEEL BRAND NEW」

#### 1987年
- 全日空・沖縄キャンペーン  –  「踊ろよ、フィッシュ」
- ホンダ・クイントインテグラ  –  「FIRST LUCK –初めての幸運（しあわせ）–」

#### 1988年
- ホンダ・インテグラ  –  「マーマレイド・グッドバイ」
- JR東海・東海道新幹線「クリスマス・エクスプレス」  –  「クリスマス・イブ」
以降1992年まで5年連続で楽曲提供。

#### 1989年
- 日東紅茶  –  「おやすみロージー -Angel Babyへのオマージュ-」

#### 1990年
- 東芝ワープロ・Rupo  –  「HYPER BOY」[注釈 3]
- 全日空 ANA'S EUROPE  –  「飛遊人 –Human–」

### 1991 - 2000年

#### 1991年
- 第一生命  –  「さよなら夏の日」
- 日産・スカイラインR32（後期型）  –  「ターナーの汽罐車 -Turner's Steamroller-」

#### 1992年
- キリンビール・ゴールデンビター  –  「アトムの子」

#### 1993年
- ららぽーとスキードームSSAWS  –  「湾岸スキーヤー」[注釈 3]
- キリンビール・お中元ギフト  –  「群青の炎 -ULTRAMARINE FIRE-」
- 日産・スカイラインR33（前期型）  –  「JUNGLE SWING」
フルサイズ版とは歌詞が一部異なるほか、歌詞の一節に9代目スカイラインにちなむ「9thのコード」という言葉が登場する。

#### 1994年
- 日産・スカイラインR33（前期型）  –  「悲しみのJODY」

#### 1995年
- 日産・スカイラインR33（中期型）  –  「SOUTHBOUND #9」
  - 本曲のタイトルは9代目スカイラインにちなんで付けられた。

#### 1996年
- ミスタードーナツ  –  「DONUTS SONG」[注釈 3]
- サントリー(ビアカクテル レモン&ビア)-「踊ろよ、フィッシュ」(Jeffrey Foskettによるカバー「Fish」)

#### 1997年
- キリンラガービール  –  「ヘロン」
- JACCSカード  –  「ひととき」

#### 1998年
- JACCSカード  –  「好・き・好・きSweet Kiss!」
- SANYO・フラジール  –  「FRAGILE」[注釈 3]
- SANYO・バーバリー ブルーレーベル[注釈 3]
- トヨタ・カリーナ  –  「夏のCOLLAGE」

#### 1999年
- NTTコミュニケーションズ  –  「LOVE CAN GO THE DISTANCE」[注釈 3]
- ケンタッキーフライドチキン・パーティーバーレル  –  「クリスマス・イブ」

#### 2000年
- NTTコミュニケーションズ  –  「君の声に恋してる」
- JR東海・東海道新幹線（クリスマス・エクスプレス2000）  –  「クリスマス・イブ」

### 2001 - 2010年

#### 2001年
- TBC「8mm夏編」  –  「愛を描いて -LET'S KISS THE SUN-」（歌：木村拓哉）
木村自身の演奏によるギター弾き語りによるカバー。
- TBC「8mm秋編」「8mm冬編」  –  「YOUR EYES」（歌：木村拓哉）
秋編はギター、冬編はピアノのバックによる、木村拓哉のカバー。
- アサヒビール・スーパーモルト  –  「SO MUCH IN LOVE」
- JACCSカード「由佳と和也編」  –  「蒼氓」
- スズキ・エスクード  –  「アトムの子」
以降2003年まで3年連続で楽曲提供。

#### 2002年
- カルピスウォーター「夏コイの味」編

#### 2004年
- JACCSカード「アンモナイトと六法全書」編  –  「LOVE CAN GO THE DISTANCE」
- ケンタッキーフライドチキン・サマーバーレル  –  「さよなら夏の日」
- パナソニックカーナビ・Strada  –  「風がくれたプロペラ」

#### 2005年
- 明治製菓・アーモンドチョコレート  –  「風の回廊（コリドー）」
- ホンダ・ライフ  –  「白いアンブレラ」
- ホンダ・ライフ ディーバ  –  「ラッキーガールに花束を」
- 日本民間放送連盟・CMのCMキャンペーン  –  「CMへの愛が溢れる」

#### 2006年
- アサヒビール・アサヒ本生アクアブルー  –  「JODY」

#### 2007年
- Nikon企業CM「光の世界」  –  「ANGEL OF THE LIGHT」
- 日本民間放送連盟・CMのCMキャンペーン  –  「アイ・ラブ・コマーシャル」
- スズキ・シボレーMW  –  「Christmas Eve <English Version>」
以降翌年まで楽曲提供。

#### 2010年
- ケンタッキーフライドチキン 40周年記念テーマソング  –  「Happy Gathering Day」

### 2011 - 2020年

#### 2011年
- アサヒビール・アサヒSlat（すらっと）  –  「高気圧ガール」

#### 2012年
- JA共済・3Q訪問活動「安心のかたち」編  –  「希望という名の光」

#### 2013年
- サントリー・のんある気分  –  「LOVELAND, ISLAND」

#### 2014年
- SUBARU・インプレッサSPORT  –  「踊ろよ、フィッシュ」

#### 2015年
- ソフトバンク・MOON RIBAR「クリスマス」篇  –  「クリスマス・イブ」[26]

#### 2019年
- JAL「JAL HAWAII Style yourself」篇  –  「LEHUA, MY LOVE」[27]
- 野村不動産・PROUD  –  「NEVER GROW OLD」

### 2021年 -

#### 2021年
- TBC「一生つづく自信」編  –  「Shining From The Inside」[28]
- ソシエ エステティック  –  「Shining From The Inside」

#### 2022年
- 朝日生命保険・あんしん介護  –  「YOU」[29]

#### 2023年
- キリンビバレッジ・午後の紅茶  –  「Sync Of Summer」[7]

#### 2025年
- ダイハツ・ムーヴ  –  「MOVE ON」[30]

（その他多数）

### 出演CM

#### 1980年
- 日立マクセル・UDシリーズ「海編」「山編」  –  「RIDE ON TIME」
いずれの編も山下がカメラに向けてカセットテープをかざすものと、指を差すものの2パターンが存在する。1980年春から夏にかけてオンエアされた「海編」はサイパンで日没を朝日に見立てて撮影された。秋にオンエアされた「山編」では「RIDE ON TIME」のアカペラ・ヴァージョンが使われた。撮影は北海道十勝岳で行われたが、硫黄分の強い岩に座ったためジーンズが溶けたという。

#### 1992年
- 日立マクセル・CD-XLシリーズ  –  「MAGIC TOUCH」
山下が歌っている顔をCG処理した形で出演。シングルのジャケットにもこの画像の一部（左耳）が使用されている。
- JR東海・東海道新幹線  –  「クリスマス・イブ」
1988年から制作され、山下が楽曲提供した『クリスマス・エクスプレス』シリーズの4作目で、『Xmas EXPRESS'92』と題されたもの。駅構内の証明写真機から慌てて飛び出してきた主人公（吉本多香美）とぶつかりそうになる通行人役で出演。撮影は名古屋駅で行われた。

## 映画
- 『ビック・ウェイブ』（1984年6月2日公開）–「THE THEME FROM BIG WAVE 」
- 『ジュブナイル』（2000年7月15日公開）–「JUVENILEのテーマ〜瞳の中のRAINBOW〜」
- 『恋愛寫眞 Collage of our Life』（2003年6月14日公開）–「2000トンの雨」
- 『東京タワー Tokyo Tower』（2005年1月15日公開）–「FOREVER MINE」
- 『サマーウォーズ』（2009年8月1日公開）–「僕らの夏の夢」※劇場アニメ主題歌
- 『てぃだかんかん〜海とサンゴと小さな奇跡〜』（2010年4月24日公開）–「希望という名の光」
- 『陽だまりの彼女』（2013年10月12日公開）–「光と君へのレクイエム」
- 『ナミヤ雑貨店の奇蹟』（2017年9月23日公開）–「REBORN」
- 『未来のミライ』（2018年7月20日公開）–「ミライのテーマ」・「うたのきしゃ」※劇場アニメのOP曲とED曲
- 『グランメゾン・パリ』（2024年12月30日公開）  –  「Santé」※プロモーションのための“チアリング・ソング”[31][32]

## ドラマ主題歌
- TBS系日曜劇場『GOOD LUCK!!』–「RIDE ON TIME」
- 日本テレビ系『警視-K』–「MY SUGAR BABE」
- TBS系金曜ドラマ『あまく危険な香り』–「あまく危険な香り」
- TBS系『海岸物語 昔みたいに…』–「GET BACK IN LOVE」
- TBS系『誘惑』–「Endless Game」
- フジテレビ系『ロング・ラブレター〜漂流教室〜』–「LOVELAND, ISLAND」
- フジテレビ系月9ドラマ『薔薇のない花屋』–「ずっと一緒さ」
- TBS系日曜劇場『新参者』–「街物語」
- TBS系日曜劇場『冬のサクラ』–「愛してるって言えなくたって」
- NHK総合ドラマ10『第二楽章』–「コンポジション」
- フジテレビ系『営業部長 吉良奈津子』–「CHEER UP! THE SUMMER」
- TBS系日曜劇場『グランメゾン★東京』–「RECIPE」

## その他のテーマ曲・主題歌
- フジテレビ系『オレたちひょうきん族』 – 「土曜日の恋人」
- TBS系『ビッグモーニング』 – 「モーニング・シャイン」
- TBS系『あさチャン!』 – 「アトムの子」※「47都道府県 ご当地ハテナの旅」のコーナー曲
- TBS系『アメリカズ カップ'92』 – 「BLOW」
- テレビ東京系『有吉ぃぃeeeee!そうだ!今からお前んチでゲームしない?』 – 「LOVELAND, ISLAND」※2022年12月度ED
- NHK総合『地球だい好き 環境新時代』 – 「フェニックス」
- NHKアニメ『アガサ・クリスティーの名探偵ポワロとマープル』 – 「ラッキー・ガールに花束を」・「忘れないで」※OP曲とED曲
- フジテレビ系『金曜エンタテイメント』 – 「MIDAS TOUCH」※OP曲
- フジテレビ系『めざましテレビ』 – 「太陽のえくぼ」
- TBS系『ブロードキャスター』 – 「バラ色の人生〜ラヴィアンローズ」※「ラ・ヴィ・アン・ローズ」のカバー
- TBS系『総力報道!THE NEWS』 – 「ミューズ」
- 日本テレビ系『ZIP!』  –  「MY MORNING PRAYER」（2011年4月1日 – 2020年3月27日）
- Netflix『ポケモンコンシェルジュ』  –  「オノマトペISLAND」[33]

## 雑誌連載
- 『CUT』  –  ロッキング・オン刊（1990年1月号-1998年3月号）※「CUT COLUMNS」を担当。連載終了時、渋谷陽一から書籍化を打診されたが断っている。

| #      | 号数                 | タイトル |
| 1990年 | 1990年               | 1990年 |
| ------ | -------------------- | --- |
| 1      | JANUARY 1990 NO.1    | CD化されたサーフィン,ホット・ロッドの名盤                                                                                                   |
| 2      | MARCH 1990 NO.2      | 「甘茶ソウル」の復刻版は、ソウルマニアの印籠である。                                                                                        |
| 3      | MAY 1990 NO.3        | 日本のロックシーンは、量が質を証明するか?                                                                                                   |
| 4      | JULY 1990 NO.4       | きちんと紹介されることの少ない音楽ヴィデオ私評。                                                                                            |
| 5      | SEPTEMBER 1990 NO.5  | 音楽で紹介できる、老兵たちの感涙ビデオ。 |
| 6      | NOVEMBER 1990 NO.6   | 「ツッパリ」バンド、クールスの才能を無視するロック・ジャーナリズムの厚い壁。                                                                |
| 1991年 |                      | |
| 7      | JANUARY 1991 NO.7    | 誰も書かなかった、業界やらせバンド・ブームのえげつない実態。                                                                                |
| 8      | MARCH 1991 NO.8      | 毎度おなじみ音楽ジャーナリズムの低俗化は、FM局まで蔓延する。                                                                                |
| 9      | MAY 1991 NO.9        | （休載） |
| 10     | JULY 1991 NO.10      | タツロウ御推奨、珠玉の名作CD三選。 |
| 11     | SEPTEMBER 1991 NO.11 | O・ストーンも見習ってほしい!? '60年代音楽への愛情溢るる労作CD集。                                                                           |
| 12     | NOVEMBER 1991 NO.12  | わかっちゃいるけどやめられない。今日も増殖し続ける未聴レコード・CD群。                                                                      |
| 1992年 |                      | |
| 13     | JANUARY 1992 NO.13   | 何年経ってもいいものはいい。タツロウ御推奨、殊玉のクリスマス・アルバム。                                                                    |
| 14     | MARCH 1992 NO.14     | やっぱり「お高い」よりカジュアルな方がいい、当世コンサート・ホール事情。                                                                    |
| 15     | MAY 1992 NO.15       | 世界有数のアレンジャー、ニック・デ・カロ追悼。                                                                                              |
| 16     | JULY 1992 NO.16      | オリジナルをオリジナルに解釈してこそのオリジナリティー。矢野顕子、堂々のカヴァー集。                                                        |
| 17     | SEPTEMBER 1992 NO.17 | 何はさておきアトランティック。偉大なレーベルは偉大なアーティストを生む。                                                                    |
| 18     | NOVEMBER 1992 NO.18  | 人前で絶対歌いたくない「ジョージア・オン・マイ・マインド」。                                                                                |
| 1993年 |                      | |
| 19     | JANUARY 1993 NO.19   | 海外のベテラン・ミュージシャンをバックアップする、ジャパン・マネーの新たな使い道。                                                          |
| 20     | MARCH 1993 NO.20     | 日本の60'sサウンド=GSは、十分に「ロック」で「パンク」だった。                                                                               |
| 21     | MAY 1993 NO.21       | 中学でデーモン小暮のサインをねだった甥が、高校でオーティスを聞く理由。                                                                      |
| 22     | JULY 1993 NO.22      | 労作『ジャズ詩大全』を読んで考える洋楽と訳詞。                                                                                              |
| 23     | SEPTEMBER 1993NO.23  | カツ・カレーに逆立ち。開演前のミュージシャンのすがるもの。                                                                                  |
| 24     | NOVEMBER 1993 NO.25  | 鬼才アーティスト自叙伝に見る、人格と芸術性の無関係論。                                                                                      |
| 1994年 |                      | |
| 25     | JANUARY 1994 NO.26   | 「籐の椅子のように演奏してほしい」。伝説のシンガー・ソングライター、ローラ・ニーロ10年振りの復活。                                          |
| 26     | MARCH 1994 NO.28     | 山下達郎も大貫妙子も、最初はみんな食えなかった。シュガー・ベイブ20年ぶりのCD化にまつわる思い出。                                            |
| 27     | MAY 1994 NO.30       | 連載番外篇。シュガー・ベイブ『ソングス』CD化記念、特別対談。山下達郎 VS 渋谷陽一                                                            |
| 28     | JULY 1994 NO.31      | これぞドゥー・ワップのバイブル。落涙をはるかに越える珠玉のボックスセット。                                                                  |
| 29     | SEPTEMBER 1994 NO.33 | '60年代、若大将はグルーブしてた! ミュージシャン加山雄三の偉業を知らしめる、エレキインストの作品集。                                         |
| 30     | NOVEMBER 1994 NO.35  | 三波春夫にひれ伏し、ベンチャーズに胸躍らせた今年の夏。コンサート三昧で痛感した、ジャンルを超えた音楽の底力。                                |
| 1995年 |                      | |
| 31     | JUNUARY 1995 NO.36   | これだからレコード集めはやめられない。あるレコード・コレクターの最高の休日。                                                                |
| 32     | MARCH 1995 NO.38     | 増位山、北の富士に始まり、あの高見山までも。70年代ヒットチャートを賑わしたお相撲さんシンガーをふり返って。                                  |
| 33     | MAY 1995 NO.40       | ひとりの音楽家として、「著作隣接権」ディスクの氾濫について考える（前編）。                                                                  |
| 34     | JULY 1995 NO.41      | マニアックな著作隣接権ディスクの氾濫は、日本のレコード業界に対する警鐘でもあるのだ（後編）。                                                |
| 35     | SEPTEMBER 1995 NO.43 | マニュアル本も出た。幻のライブ盤も出た。そして今年の夏も、我等がヴェンチャーズは日本にやって来る。                                          |
| 36     | NOVEMBER 1995 NO.45  | わが人生思い出の一日。憧れの人、ラスカルズのフェリックス・キャヴァリエに会った。                                                            |
| 1996年 |                      | |
| 37     | JANUARY 1996 NO.46   | クリスマス特別対談・山下達郎 VS ホイチョイ・プロダクション 今年のクリスマスは“クリスマス・イブ”を聴きながら、ゆりかもめに乗ろう!            |
| 38     | MARCH 1996 NO.48     | ミュージシャンにとって道具の選択は切実な問題。なのに何の必然性もなく流行ってしまったムナシイ儀式の数々とは……。                              |
| 39     | MAY 1996 NO.50       | 果たして「新」は本当に「旧」より優れているのか? 音楽の制作現場にまで忍び寄る市場戦略の影。                                                  |
| 40     | JULY 1996 NO.51      | あの衝撃の原体験から25年、まさか「神秘占星水晶楽団」を再び耳にする日があろうとは。                                                          |
| 41     | SEPTEMBER 1996 NO.53 | コンサートと言うよりレコード鑑賞会? もはや「ごまかしのきかない場所」ではなくなったライブ会場の実態。                                        |
| 42     | NOVEMBER 1996 NO.55  | ありがとうメル。あなたは私にとって最初の音楽の先生であり、最後まであなたへの尊敬は変わることがなかった。                                    |
| 1997年 |                      | |
| 43     | JANUARY 1997 NO.56   | 年末振り返り特別企画:山下達郎 VS ホイチョイ・プロダクションズ 山下達郎は「小室哲哉」を、ホイチョイは「ロンバケ」を、果たしてどう捉えるのか? |
| 44     | MARCH 1997 NO.58     | 就職試験には絶対出ない、音楽ギョーカイ用語、その歴史と変遷。                                                                                |
| 45     | MAY 1997 NO.59       | 欲しいのは安いCDではない。いいCDだ。再販制度を撤廃したら、すべての文化は少年ジャンプ化してしまう。                                          |
| 46     | JULY 1997 NO.61      | 明るいけどどこかナサケないレコード・オタクの生態=山下達郎篇。                                                                               |
| 47     | SEPTEMBER 1997 NO.63 | 豊かなリスニング・ライフにゴタクは不要。物言わぬデータこそ、音楽の内面を映し出す。                                                          |
| 48     | NOVEMBER 1997 NO.65  | ビーチ・ボーイズが第2のカーペンターズには成り得ないワケ。                                                                                   |
| 1998年 |                      | |
| 49     | JANUARY 1998 NO.66   | 年末恒例振り返り企画:山下達郎(44) VS 馬場康夫(43) VS 渋谷陽一(46) オヤジになった映画少年が語る、「日本映画ルネッサンスって本当かよ?」       |
| 50     | MARCH 1998 NO.68     | 足かけ9年、創刊号以来続いた連載もこれで最終回。皆さん御愛読どうもありがとう。                                                               |

## 書籍
- ROCKIN'ON JAPAN編『ROCKINON JAPAN 特別号 忌野清志郎 1951-2009』株式会社ロッキング・オン、2009年6月5日、212頁。ISBN 978-4-86052-081-6。 ※他の寄稿者と共に忌野清志郎への追悼メッセージを寄稿
- 松尾潔『松尾潔のメロウな日々』SPACE SHOWER BOOKS、2014年5月30日、320頁。ISBN 978-4-907-43503-5。 ※序文を寄稿

## その他
- 『イツザイ』（テレビ東京系、2007年10月20日 – 2009年9月26日）  –  題字を担当。
- Nuggets『ドゥー・ワップ・ナゲッツ』（2018年8月8日）  –  監修・選曲・解説を担当（曲解説：鈴木啓志）。
  - 『Deserie - Doo Wop Nuggets Vol. 1 / デザリー〜ドゥー・ワップ・ナゲッツ VOL.1』(WPCR-18040)『Your Tender Lips- Doo Wop Nuggets Vol. 2 / ユア・テンダー・リップス〜ドゥー・ワップ・ナゲッツ VOL.2』(WPCR-18041) ※山下達郎のコンサート・ツアー（2008年〜2017年）の客入れBGMとして流れていた、山下達郎本人による選曲のドゥーワップを収録。
  - 『That's My Desire - Doo Wop Nuggets Vol. 3 / ザッツ・マイ・ディザイアー〜ドゥー・ワップ・ナゲッツ VOL.3』(WPCR-18042) ※『ON THE STREET CORNER』(vol.1〜3)で取り上げられた往年のドゥーワップを収録。